# Můj přítel Pierrot
Můj přítel Pierrot (ve francouzském originále Mon ami Pierrot) je jednoaktová opereta francouzského skladatele Léa Delibese na libreto Philippa-Josepha Simona, píšícího pod jménem Lockroy. Měla premiéru 22. července 1862 v lázních Bad Ems.

## Vznik a historie díla
Na přelomu 50. a 60. let 19. století byl Léo Delibes svou hudebně-dramatickou tvorbou svázán s divadlem Bouffes-Parisiennes řízeným Jacquesem Offenbachem. Zmenšený soubor divadla v letních měsících často působil v lázních Bad Ems (Emže) v Nasavsku, které byly oblíbeným letoviskem vysoké společnosti. V letech 1862 až 1867 v hlavní budově lázní („Kursaal“) mělo premiéru několik Offenbachových operet, ale ještě předtím, již v roce 1861, napsal Delibes operetu Emžské prameny, která nejenže byla herci z Bouffes-Parisiens v Bad Ems hrána, ale přímo se v těchto lázních odehrávala.
I pro následující sezonu napsal Delibes novou operetu. Na rozdíl od Emžských pramenů, které byly nejprve představeny v Paříži a Vídni, mělo nové dílo s názvem Můj přítel Pierrot premiéru 22. července 1862 přímo v Bad Ems, avšak nikoli v podání umělců z Bouffes-Parisiens. Libreto mělo prvotní název L'Enfance de Pierrot (Pierrotovo dětství); Mon ami Pierrot je verš ze známé francouzské lidové písně Au clair de la lune. Napsal je známý a plodný dramatik Joseph-Philippe Simon (1803–1891), který pro odpor svého otce, napoleonského generála Henriho Simona, používal pro svou literární činnost pseudonym Lockroy. Lockroy psal libreta například pro Alberta Grisara (Dobrou noc, pane Pantalone), Louise-Aimé Maillarta (Poustevníkův zvonek) nebo Victora Massého (Královna Topaze). Titulní roli, které je kalhotková, zpívala Lockroyova tehdejší milenka a pěvkyně Théâtre-Lyrique Caroline Girardová (1830–1925), která s ním měla dceru, pozdější slavnou operetní zpěvačku Juliette Simon-Girardovou (1859–1959). Z Théâtre-Lyrique byl i barytonista Émile Wartel, zatímco slečna Émilie Poussèze (později provdaná Normani) působila v divadle v Lutychu.

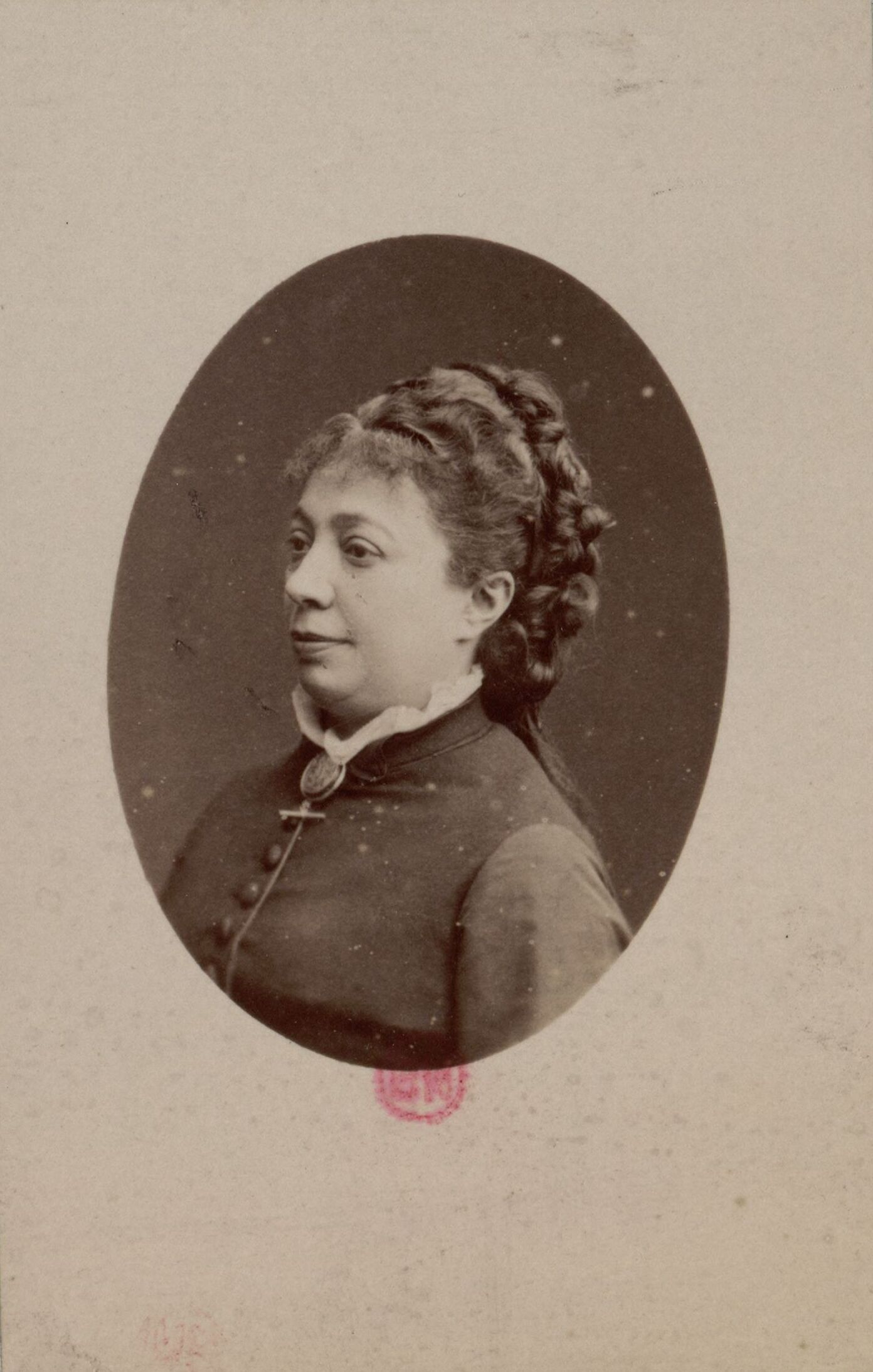
Caroline Girardová, představitelka titulní role v Mém příteli Pierrotovi

Opereta Můj přítel Pierrot byla podle zpráv přijata publikem příznivě. Dopisovatel Le Figaro píšící pod zkratkou X. Z. – který ji označoval nikoli za operetu, ale za opéru comique – hovořil o „úplném a zaslouženém“ úspěchu a tvrdil: „Nejméně hudebním divákům se líbila, ostatní byli nadšeni.“ Blätter für Musik, Theater und Kunst o ní píší, že „díky vtipnému ději a opravdu humorné hudbě dobře oslovila“. Přesto zůstalo pravděpodobně u jediného představení – hitem sezóny se stali Offenbachovi Tlachalové. Text ani hudba operety nebyly vydány a zřejmě se nedochovaly, až na „Píseň ptáčníka“ (Chanon de l'oiseleur), kterou Delibes vydal roku 1872 jako číslo 8 ve své první sbírce písní (X. Z. ji měl za „úchvatnou“). Z dobových zpráv vyplývá, že se jednalo o příběh založený na italské commedia dell'arte, „obsahuje sentimentální zápletku promísenou velmi zábavnými lazzi“ (žerty). To byl příklad spíše ušlechtilejší komiky, než byla typická pro Bouffes-Parisiens včetně Emžských pramenů. O hudbě tisk psal, že „partitura prozrazuje zběhlého hudebníka a obsahuje šťastné motivy“; Delibes „napsal velmi pěknou partituru, jež oplývá šťastnými nápady a melodií“. Časopis Le Sport naznačoval, že „se snad až příliš prohřešuje svědomitostí“, což představuje „čestný nedostatek“. „Její partitura je napsána od začátku do konce s pozoruhodnou pečlivostí. Pan Delibes se štítí zalíbit se vulgárními prostředky a my ho za toto pohrdání nemůžeme kárat, avšak chce-li psát pro divadlo a zvláště pro komickou operu, udělá dobře, pokud toto své opovržení, dozajista velmi úctyhodné, nepožene do krajnosti.“

## Osoby a první obsazení
| osoba     | hlasový obor | premiéra (22. července 1862) |
| --------- | ------------ | ---------------------------- |
| Pierrot   | soprán       | Caroline Girard              |
| Tartuille | baryton      | Émile Wartel                 |
| Arlequine | soprán       | Émilie Poussèze              |